# Oued Mliz
Oued Mliz o Oued Meliz (àrab: وادي مليز, Wādī Mlīz) és una ciutat de Tunísia, a la governació de Jendouba, situada uns 16 km a l'est de la frontera algeriana i uns 25 km a l'oest de la ciutat de Jendouba. Es troba a la vora del riu Medjerda i té estació de ferrocarril. És capçalera d'una delegació amb 21.010 habitants. El riu Oued Mliz es troba uns 25 km al sud i marca el límit de la delegació i de la governació.

## Economia
La seva activitat principal és l'agricultura, amb el cultiu de cereals (la vila és coneguda popularment com «el graner») i llegums.
A la delegació hi ha l'estació termal de Hammam Bezzaz, adequada per malalties reumàtiques. La propera estació termal de Hammam Mellegue, amb restes romanes d'uns banys termals, ja és a la governació del Kef.

## Cultura
Des del 1992 a l'estiu s'hi celebra un festival cultural.

## Administració
És el centre de la delegació o mutamadiyya homònima, amb codi geogràfic 22 53 (ISO 3166-2:TN-12), dividida en cinc sectors o imades:
- Oued Meliz Est (22 58 51)
- Oued Meliz Ouest (22 58 52)
- Dkhaïlia (22 58 53)
- Hakim Nord (22 58 54)
- Hakim Sud (22 58 55)

Al mateix temps, forma una municipalitat o baladiyya (codi geogràfic 22 18).